# Cheryl Boone Isaacs
Cheryl Boone Isaacs (Springfield, 1949) é uma personalidade de marketing cinematográfico e executiva de relações públicas. Foi presidente da Academia de Artes e Ciências Cinematográficas (AMPAS), conhecida pela organização anual do prêmio Oscar. Em 30 de julho de 2013, foi eleita presidente da Academia, sendo a primeira afro-americana e terceira mulher (após Bette Davis e Fay Kanin) a ocupar este cargo. Em 8 de agosto de 2017, deixa o cargo após 4 mandatos, ao não poder tentar a reeleição, sendo sucedida por John Bailey.

## Prêmios honorários
- Associação Negra dos Advogados do Entretenimento (2013)
- Trailblazer da Essence (2013)
- Horizon da Associação de Críticos de Cinema Afro-americanos (2014)
- Salão da Fama NAACP Image (2014)
- Cinematografia da Universidade Chapman (2014)